# Layin' Low
Pour plus de détails, voir Fiche technique et Distribution.
Layin' Low est un film américain réalisé par Danny Leiner, sorti en 1996.

## Fiche technique
- Titre original : Layin' Low
- Réalisation : Danny Leiner
- Scénario : Danny Leiner
- Chef décorateur : Steve Rosenzweig
- Costumes : Kevin Donaldson
- Photographie : Jim Denault
- Montage : Michelle Botticelli
- Musique : Evan Lurie
- Production : 
  - Producteur : Nina Shiffman
  - Producteur exécutif : Larry Meistrich
- Société(s) de production : Shooting Gallery
- Pays d’origine :  États-Unis
- Année : 1996
- Langue originale : anglais
- Format : couleur
- Genre : comédie
- Durée : 96 minutes
- Dates de sortie :

## Distribution
- Jeremy Piven : Jerry
- Louise Lasser : Mrs. Muckler
- Edie Falco : Angie
- Frank John Hughes : Christy
- Alanna Ubach : Manuela
- Paul Schulze : Patty
- Paul Sand : Augie
- Lenny Venito : Vince
- Lou Ferguson : Aubrey
- Arthur Halpern : Étudiant en philosophie
- Marilyn Dobrin : Lorraine
- Margaret Mendelson : …
- T. Scott Lilly : OTB Guy
- Samantha Tuffarelli : une jeune fille